# 上栄町駅
上栄町駅（かみさかえまちえき）は、滋賀県大津市札の辻にある、京阪電気鉄道京津線の停留場。駅番号はOT35。

## 歴史
- 1912年（大正元年）8月15日：京津電気軌道三条大橋 - 札ノ辻間開通時に長等公園下駅として開業。
- 1925年（大正14年）2月1日：合併により京阪電気鉄道京津線の停留場となる。
- 1943年（昭和18年）
  - 10月1日：合併により京阪神急行電鉄の停留場となる。
  - 11月10日：廃止。
- 1946年（昭和21年）1月1日：再開業。
- 1948年（昭和23年）10月15日：下り線使用中止。
- 1949年（昭和24年）
  - 3月1日：下り線使用再開。
  - 12月1日：京阪神急行電鉄より分離。再び京阪電気鉄道の停留場となる。
- 1959年（昭和34年）3月1日：上栄町駅に改称。急行停車駅となる。
- 1997年（平成9年）頃：京津線の4両化に伴い、ホームを延長。改札機、精算機、券売機を設置。
- 2007年（平成19年）4月1日：ICカード「PiTaPa」の利用が可能となる。
- 2019年（平成31年・令和元年）：磁気券用自動改札機撤去[要出典]。

## 停留場構造
千鳥式配置の2面2線のホームを持つ地上駅。踏切を挟んで南側にびわ湖浜大津方面行の駅舎とホーム、北側に御陵方面行の駅舎とホームがある。自動券売機およびICカード用のカードリーダーが双方のホームに設置されているほか、びわ湖浜大津方面行のホームには乗り越し精算機も設置されている。びわ湖浜大津方面行のホームへは緩やかなスロープがあるが、御陵方面行きのホームへは階段しかなくバリアフリーにはなっていない。スルッとKANSAI対応カードが利用可能だった頃は、浜大津駅（現・びわ湖浜大津駅）から当駅まで乗車した場合、のりこし精算機で運賃を引き落としていた。
当停留場は無人駅であるが、平日の朝は駅係員が配置される。

### のりば
| ホーム   | 路線    | 方向 | 行先                     | 備考                         |
| -------- | ------- | ---- | ------------------------ | ---------------------------- |
| 踏切南側 | ▲京津線 | 上り | びわ湖浜大津方面         |                              |
| 踏切北側 | ▲京津線 | 下り | 三条京阪・太秦天神川方面 | 御陵駅より地下鉄東西線へ直通 |

- 両ホームとも有効長は4両。のりば番号は設定されていない。

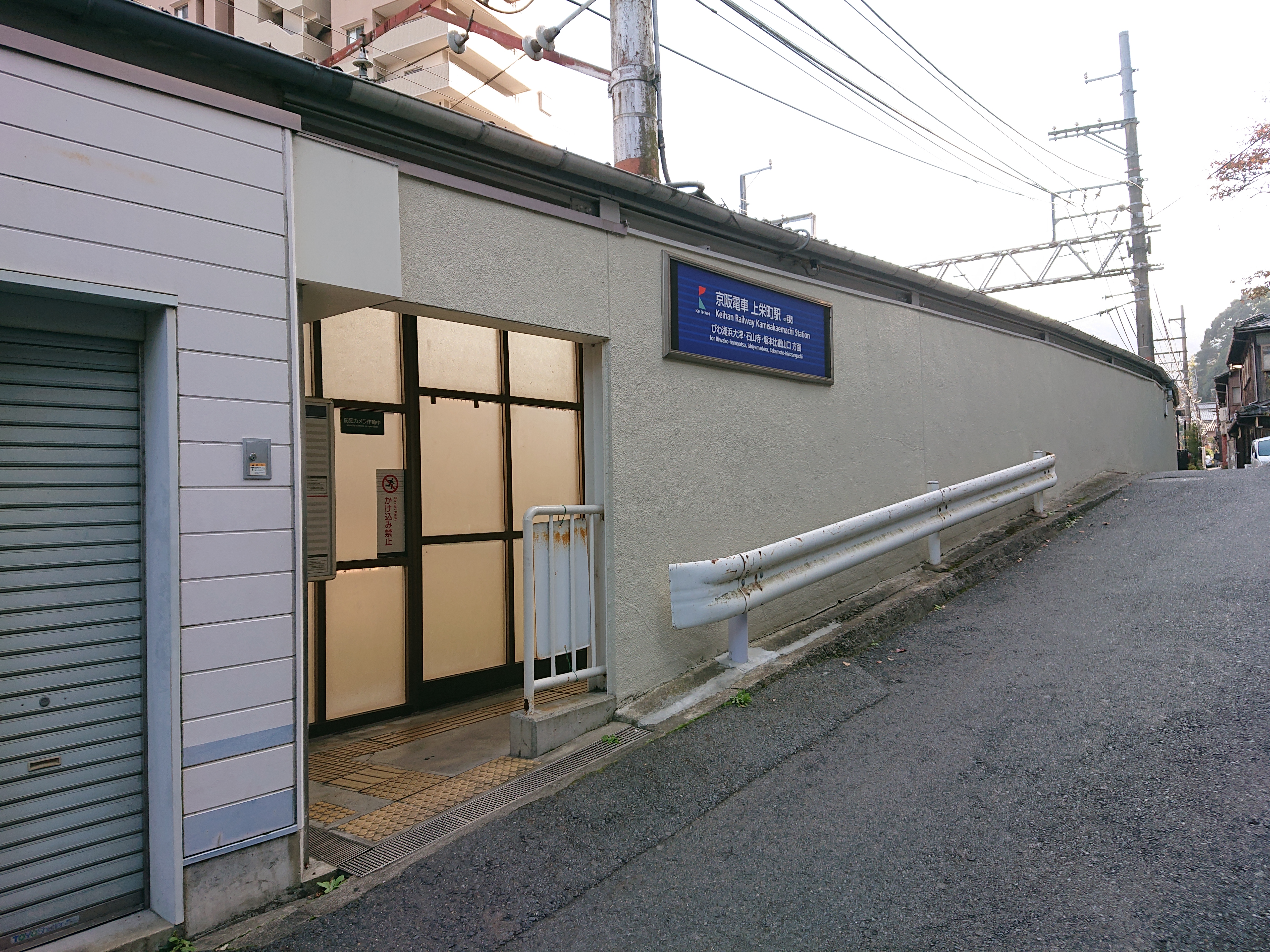
駅入口（びわ湖浜大津方面側）
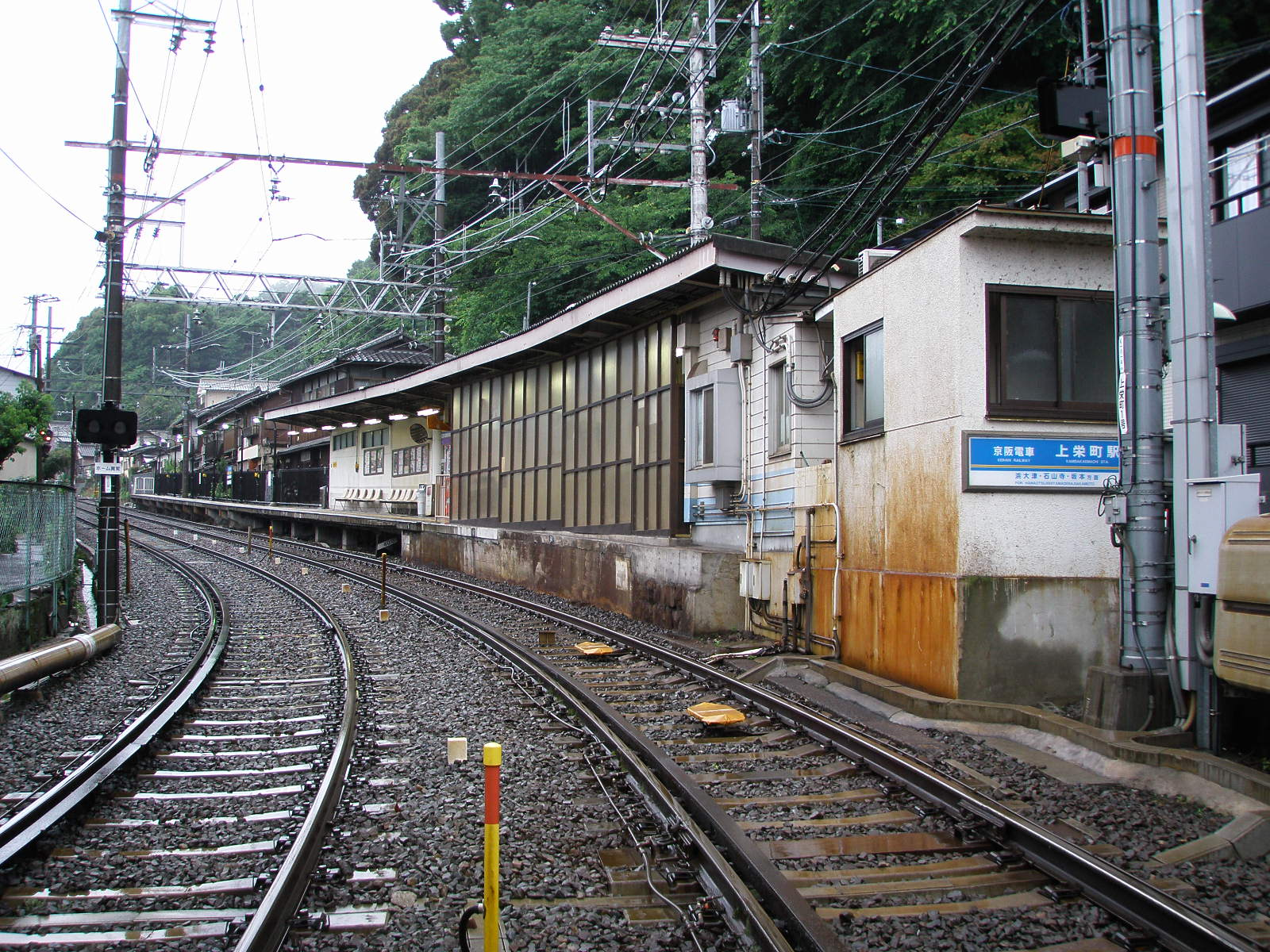
ホーム（びわ湖浜大津方面側）

## 利用状況
- 1,758人（1日あたり。2009年11月10日[4]）

## 停留場周辺
長等山のふもとにある停留場であり、その付近は住宅が目立つ。西へ進むと長等公園に、北へ進むと赤十字病院・寺院・保育園に、東へ進むと大津駅に至る。なお、当駅 - びわ湖浜大津駅間は併用軌道となっている。
- 長等公園
- 近松寺（高観音）
- 三橋節子美術館・長等創作展示館
- 大津赤十字病院
  - セブン-イレブンKOYO大津赤十字病院店
- 大津京町郵便局
- フレンドマート大津なかまち店
- JR琵琶湖線（東海道本線）大津駅[注 2]
- 滋賀県道558号高島大津線
- 東海道大津宿
  - 大津宿本陣跡、明治天皇聖跡碑[5]
- 旧逢坂山隧道
- 関蝉丸神社
- 東横INN京都琵琶湖大津

## 隣の駅
京阪電気鉄道
▲京津線
大谷駅 (OT34) - 上栄町駅 (OT35) - びわ湖浜大津駅 (OT12)
- 1971年までは大谷 - 当駅間に上関寺駅が、1946年までは当駅 - 浜大津間に札ノ辻駅がそれぞれ存在した。